# حکایت

## ریشهٔ واژه
واژهٔ حکایت برگرفته از واژهٔ محاکات به معنای مشابه کسی یا چیزی شدن، مانند چیزی را به گفتار یا کردار آوردن، است (همتراز محاکات، یعنی؛ mimesis از ریشهٔ mime یونانی‌ست که واژهٔ فارسی «میمون» را می‌توان همریشه با آن دانست، میمون در باور ما تقلیدکننده است). از این‌رو می‌توان حکایت را شبیه‌سازی‌ای تخیلی از دنیا دانست.

## حکایت چیست؟
حکایت نوعی از داستان کوتاه است که در آن درس یا نکته‌ای اخلاقی نهفته است. این درس یا نکته بیشتر در پایان حکایت بر خواننده آشکار می‌شود. شخصیت‌های حکایت حیوانات یا اشیای بی‌جانند. زمانی که حیوانات شخصیت حکایتند، مانند انسان‌ها سخن می‌گویند و احساسات انسانی از خود نشان می‌دهند. یکی از بهترین نمونه‌های حکایت در زبان فارسی را می‌توان در کلیله و دمنه دید.
حکایت‌ها معمولاً طوری نوشته می‌شوند که خواننده به سادگی آن‌ها را درک کند. ادبیاتی را که در حکایت‌ها به کار برده می‌شود، ادبیات تعلیمی می‌نامند.
برخی حکایت‌ها از نسلی به نسل دیگر بازگو می‌شود. بیشتر در حکایت با استعاره از اشیا یا حیوانات، نابخردی انسان در رفتار و منشش به وی نشان داده می‌شود. گاهی حکایت آکنده از طنز یا هزل است.

## برخی از نمادها در حکایت
در حکایت برخی از حیوانات به خاطر رفتار ویژه شناخته شده‌اند.
- شیر: بی باکی و شجاعت
- خروس: لاف‌زنی
- طاووس: غرور
- روباه: فریب‌کاری
- گرگ: زیاده خواهی و آزمندی
- اسب: دلاوری
- گاو: بی خردی
- خر: پرکاری

## ویژگی‌های حکایت
با بررسی حکایات و تحلیل آن‌ها می‌توان ویژگی‌های زیر را در بیشتر آن‌ها یافت.
- زمان و مکان رویدادهایش نامشخص است.
- معمولاً انباشته از گزافه‌ها و اغراق‌ها و عوامل فوق طبیعی است که از محدودهٔ توانایی‌ها و امکانات انسان بیرون است.
- بیشتر به وصف چیزهایی می‌پردازد که هرگز رخ نداده‌اند و حتی امکان رخ دادنشان نیز نیست. (محال وجودی) و در بیشتر موارد حتی ممکن عقلی نیز نیستند.
- پیرنگ داستانی سست و فاقد وحدت و انسجامی‌دارند.
- معمولاً در پی بیان پند و اندرز و نکتهٔ خاصی است و کمتر جنبهٔ سرگرمی دارد.
- بیشتر آن‌ها از یک الگوی ثابت پیروی می‌کنند مانند آنچه پراپ در کتاب «ریخت‌شناسی قصه‌های پریان» در مورد ساختار قصه‌های موسوم به قصه‌های پریان بررسی می‌کند.
- بیشتر آن‌ها ویژگی‌های کهن الگویی دارند.
- اشخاص در حکایت پرداخت نشده و به شخصیت، طبق نظریات امروزین شخصیت، نزدیک نشده‌اند و فقط به عنوان بازیگرانی بدون ویژگی‌های شخصیت در حکایت ایفای نقش می‌کنند.
- گونهٔ زبانی همهٔ بازیگران آن‌ها یکسان است و نمی‌توان بر اساس زبان بازیگر به طبقهٔ اجتماعی- اقتصادی، سن، جنسیت یا شغل او پی برد.
- راوی بیشتر آن‌ها همه‌چیزدان است و چیزی بر او پنهان نمی‌ماند و بر گذشته و آینده حکایت واقف است و معمولاً سرنوشت بازیگران را در ابتدای حکایت افشا می‌کند. در مواردی که راوی همه‌چیزدان نیست قواعد و اصول زاویهٔ دید راوی رعایت نشده‌است.
- بازیگران (قهرمانen یا ضد قهرمانen) در حکایت چهره‌ای کاملاً سیاه یا سفید دارند، یعنی؛ یا بسیار خوب و منزه‌اند یا بسیار بد و شرور. به ندرت در بعضی از حکایات بازیگری خاکستری که طبیعی و عادی باشد، می‌توان دید.
- در حکایت صرفاً به بیان حالات و صفات بیرونی بازیگران توجه شده‌است و حالات درونی و ذهنی بازیگران نادیده گرفته شده‌است.
- توصیف‌ها در حکایت بسیار جزئی و الکن است.
- زبان قصه‌های عامیانه زبان ادبی نیست

## آثار و پژوهشگران قصه‌های عامیانه
بسیاری از قصه‌های عامیانه که نوعی حکایت به‌شمار می‌آیند به صورت شفاهی انتقال یافته‌اند، در ایران قصه‌پردازی و نقل حکایت از دیرباز مرسوم بوده، بسیاری از ویژگی‌های ذکر شده را می‌توان در نمونه‌های زیبایی از حکایت‌های مثنوی معنوی، کلیله و دمنه، هفت پیکر، خسرو و شیرین و … البته با زبان و پرداختی ادبی دید. صادق هدایت برخی از حکایت‌ها و قصه‌های عامیانه را جمع‌آوری کرد، پس از او کسانی در این راه کوشش‌هایی نمودند، از جمله علی اشرف درویشیان. حکایات سید اشرف الدین گیلانی در مجموعه «گلزار ادبی».